# Rakolusky
Rakolusky jsou vesnice, část obce Bohy v severovýchodní části okresu Plzeň-sever v Plzeňském kraji. Katastrální území měří 231,55 ha.

## Název
Název vesnice je složeninou, v jejíž druhé části je obsaženo staročeské onomatopoické sloveso luskati, a znamená tedy osadu lidí, kteří louskali raky. V historických pramenech se název vsi objevuje ve tvarech: Rakolusky (1542, 1543, 1597), Hracholusky (1589), Rakolusy (1616) nebo Rakolaus (1785 a 1838).

## Historie
První písemná zmínka o Rakoluscích pochází z roku 1228, kdy vesnice patřila klášteru svatého Jiří na Pražském hradě.[zdroj⁠?!] V roce 1529 koupil Mikuláš Sviták z Landštejna od poručníků nezletilého Jetřicha mladšího Bezdružického z Kolovrat krašovské panství za 3 250 kop míšeňských grošů včetně Rakolusek. Během třicetileté války byla vesnice zčásti pobořena švédskými vojáky. Roku 1678 prodal Norbert Adolf Miseroni z Lisonu celé krašovské panství včetně Rakolusek plaskému klášteru, který je držel až do svého zrušení roku 1785.
Rakolusky si zachovala svůj charakter malého zemědělského sídla. Zástavba je tvořena rodinnými domy, rekreačními chalupami a chatami.

## Přírodní poměry
Ves leží deset kilometrů jihovýchodně od Kralovic v nadmořské výšce okolo tří set metrů v ohybu řeky Berounky. Rakolusky ležely na hranici přírodních parků Hřešihlavská a Horní Berounka, které byly nahrazeny přírodním parkem Berounka. Ze vsi je výhled na skály v rezervaci Třímanské skály na protějším břehu Berounky.

## Obyvatelstvo
| Rok            | 1869 | 1880 | 1890 | 1900 | 1910 | 1921 | 1930 | 1950 | 1961 | 1970 | 1980 | 1991 | 2001 | 2011 | 2021 |
| -------------- | ---- | ---- | ---- | ---- | ---- | ---- | ---- | ---- | ---- | ---- | ---- | ---- | ---- | ---- | ---- |
| Počet obyvatel | 126  | 116  | 114  | 108  | 102  | 87   | 84   | 68   | 58   | 41   | 26   | 20   | 21   | 25   | 25   |
| Počet domů     | 18   | 19   | 19   | 19   | 19   | 19   | 18   | 21   | 21   | 14   | 10   | 20   | 18   | 9    | 16   |

## Obecní správa
Po zrušení patrimoniální správy byly Rakolusky od roku 1850 osadou obce Bohy. Jako samostatná obec se oddělily v roce 1922. V letech 1961–1990 patřily ke Kozojedům a od 24. listopadu 1990 jsou opět částí obce Bohy.

## Kultura
Zpěvák Jan Vyčítal zmiňuje Rakolusky v písni Song o rakoluský knajpě nad řekou (Maggie's Farm) z alba Modlitba za Wimpyho a Wabiho.

## Pamětihodnosti
Na návsi stojí kaplička se zvonicí. Západně od vsi proti proudu řeky je vodácké tábořiště Na Rybárně.

## Galerie

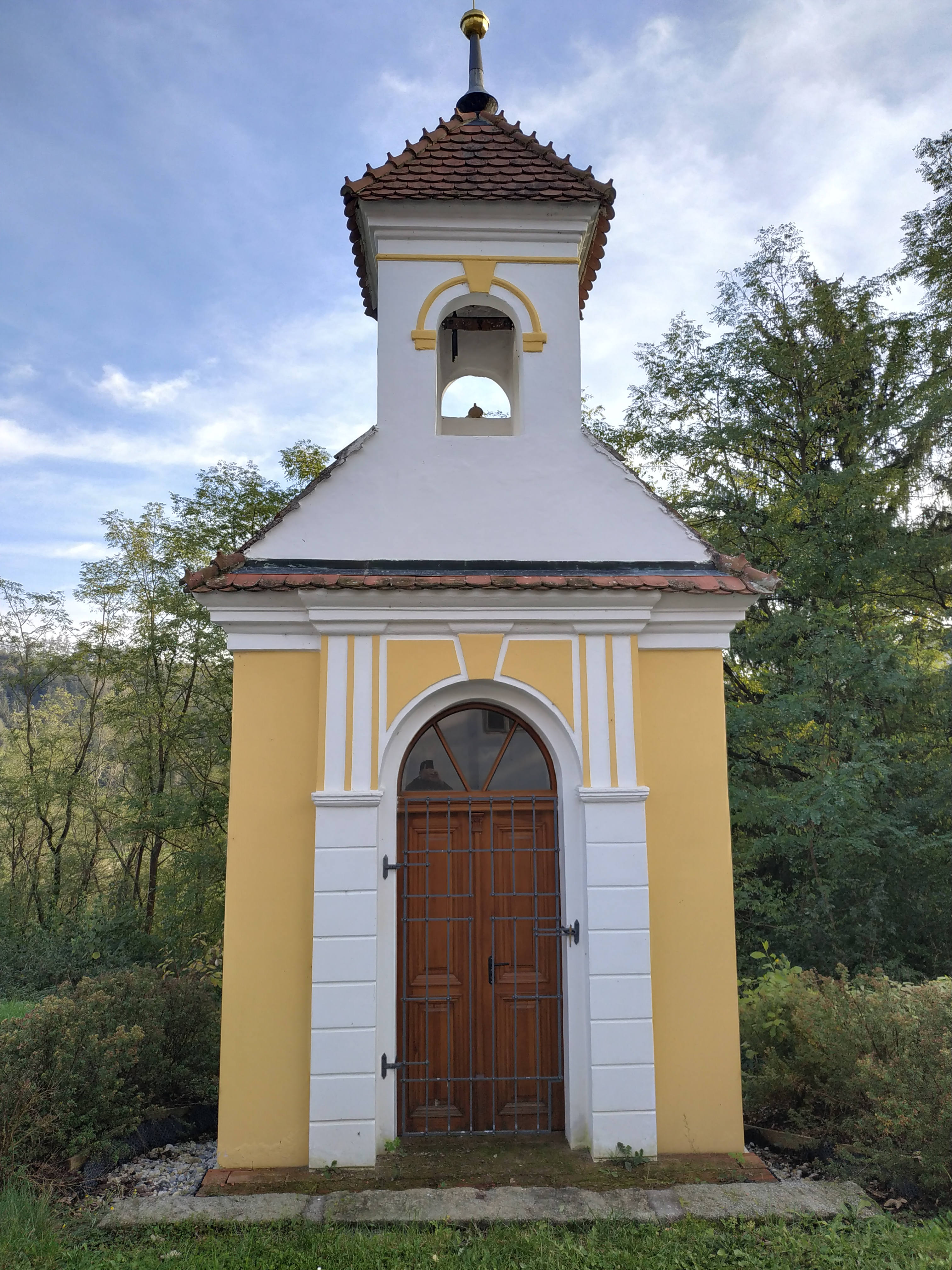
Kaplička
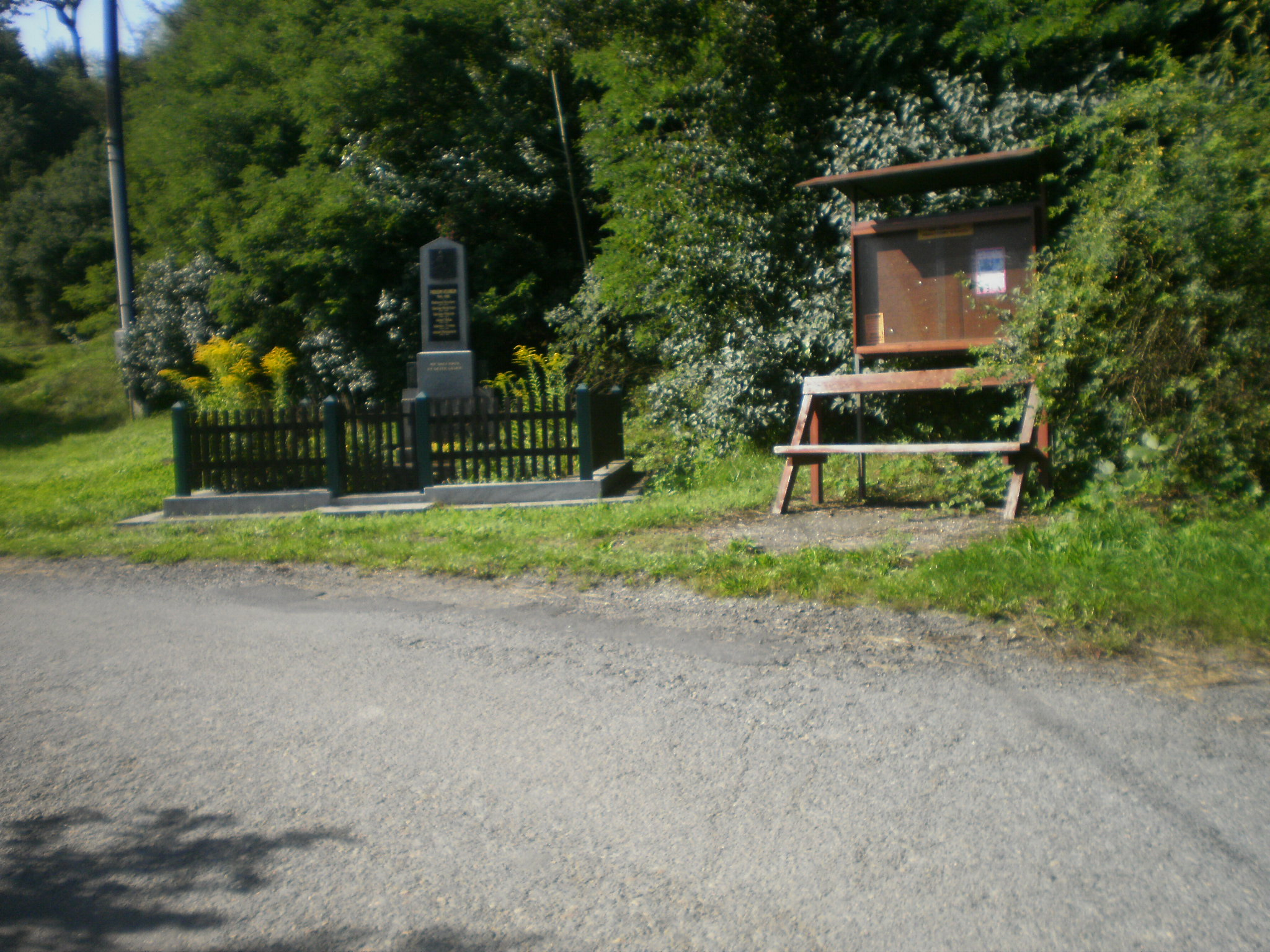
Náves s pomníkem
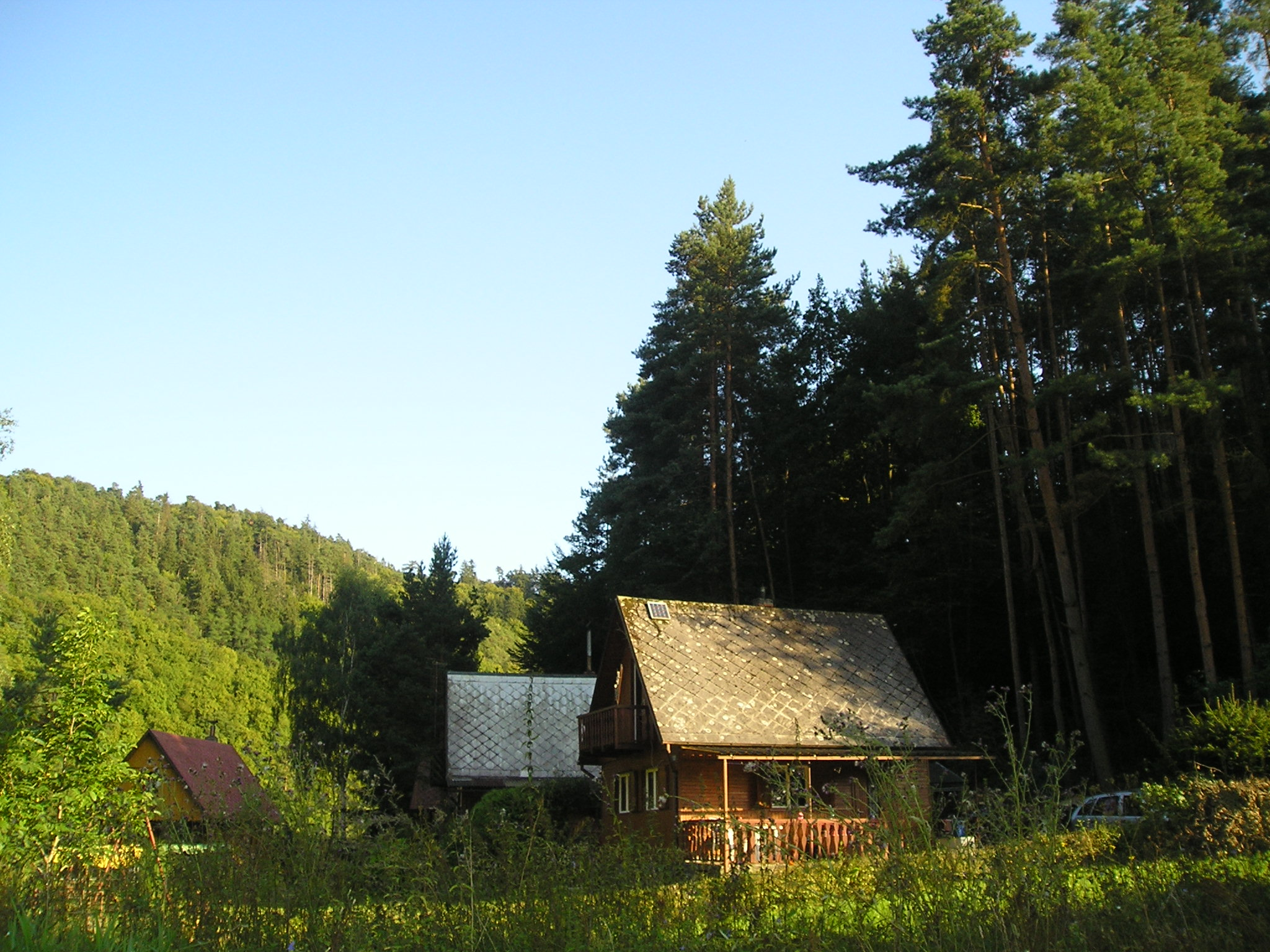
Chaty pod Rakoluskami
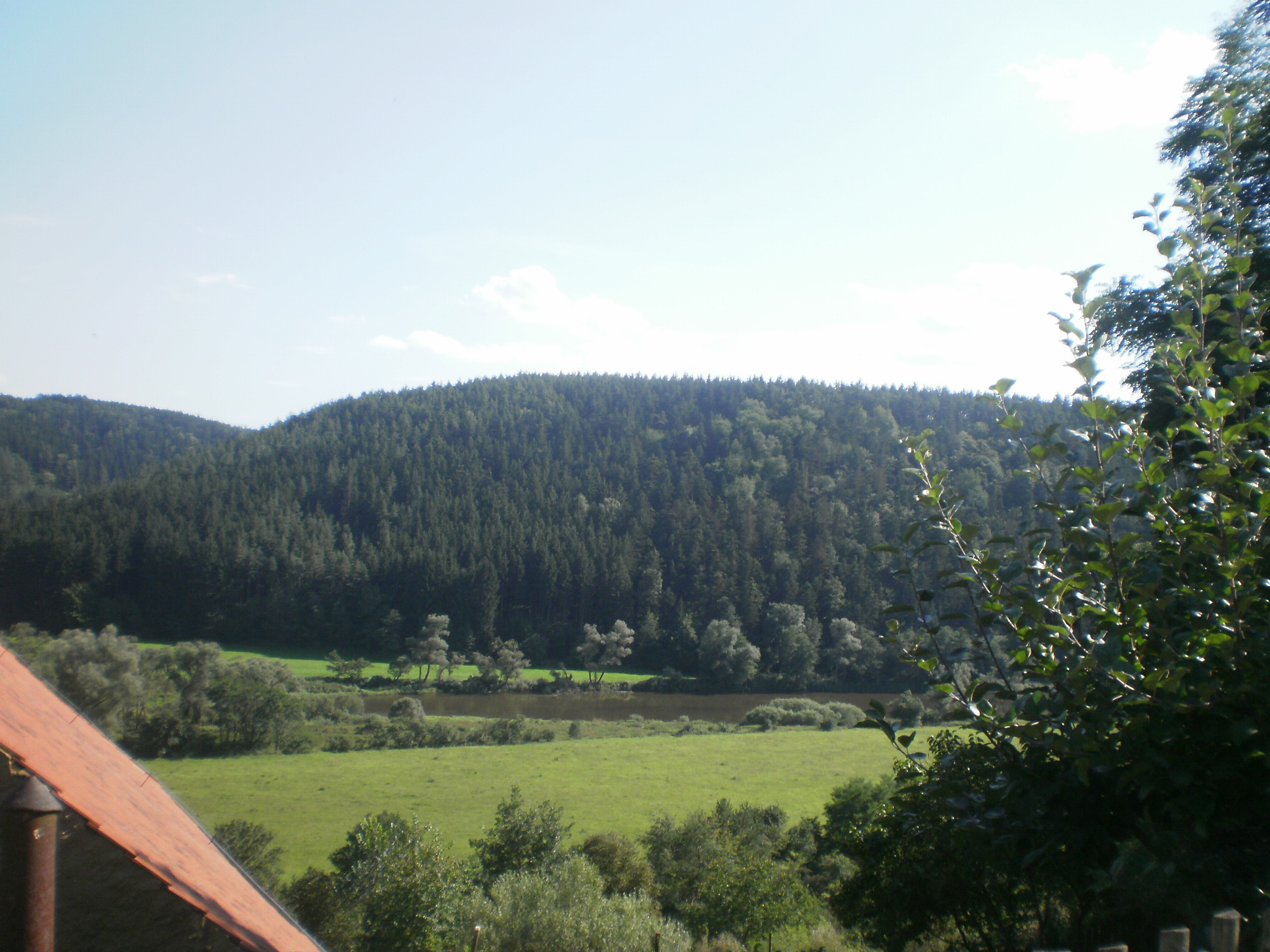
Pohled z Rakolusek na Berounku